# 광양동초등학교
광양동초등학교는 대한민국 전라남도 광양시에 있는 공립 초등학교이다.

## 학교 연혁
- 1914년 9월 30일: 광양공립고등심상소학교 설립 인가(~ 1945년 8월 15일: 일본인 학교)
- 1945년 10월 3일: 설립인가
- 1945년 11월 1일: 광양동국민학교 개교 (일본인 소학교 인수)
- 1996년 3월 1일:광양동초등학교 개칭

## 참고 자료
- 광양동초등학교 - 한국교육학술정보원 학교알리미